# Рингтон
Рингтон (англ. ring - дзвінок, tone - мелодія, мотив) або сигнал дзвінка — музичний мотив, мелодія, що відтворюється на мобільному телефоні під час отримання вхідного виклику. Різні моделі телефонів можуть відтворювати в ролі рингтона звуки або мелодії — від простих одноголосий до поліфонічних мелодій або будь-якого звукового запису у вигляді файлу. Продаж рингтонів і завантаження їх на телефони користувачами стільникових мереж перетворилися на один із прибуткових напрямків електронного бізнесу.

## Програмне забезпечення для створення рингтонів
Власний рингтон можна створити, використовуючи музику в різних форматах, яка є у користувача на його персональному комп'ютері. Програми для створення рингтонів зазвичай поєднують функції редагування музики, конвертації у формат рингтона і відправлення створеного рингтона на мобільний телефон.
- Редагування. У мінімальний набір функцій зазвичай входять можливості визначення меж рингтона, швидкості наростання гучності звуку на початку фрагмента і загасання в кінці.
- Конвертація — для зручності конвертації у формат рингтона деякі програми мають базу телефонів. Знайшовши в цій базі свій телефон, користувач далі може вибрати один із форматів, які підтримує його модель.
- Відправлення — створений рингтон може бути відправлений на телефон різними способами: використовуючи USB-кабель, bluetooth або IrDA-з'єднання, за допомогою e-mail або через Інтернет.

## Типи рингтонів
- Монофонічні — телефон відтворює набір нот, не більше однієї ноти за раз.
- Поліфонічні — телефон відтворює кілька нот одночасно. Один із форматів такого рингтона  — MIDI.
- Реалтон, truetone — відтворюється записана в цифровому форматі музика. Приклади форматів цього типу рингтонів: AAC, WMA, MP3, Ogg та інші.